# Han Slawik

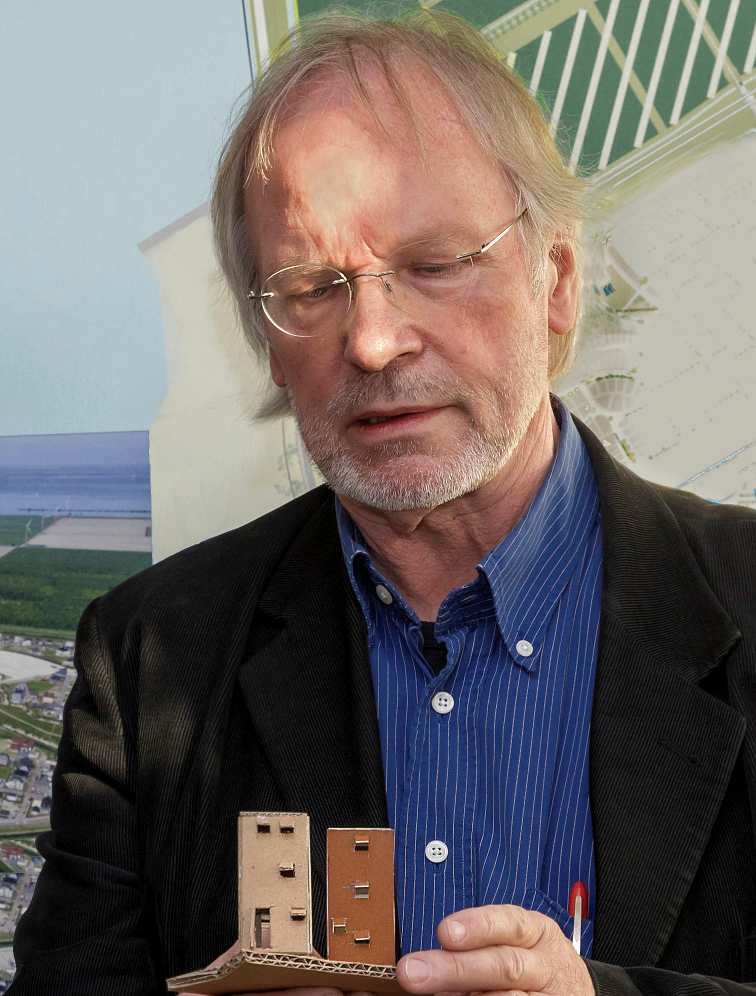
Han Slawik mit Arbeitsmodellen seines Wohncontainers „HomeBox“ (2017)

Han Slawik (* 1944 als Hanfried Slawik) ist ein deutscher Ingenieur und Architekt, der vorwiegend Containergebäude entwirft und als Pionier der Container-Architektur in Europa gilt.

## Werdegang
In den 1960er Jahren absolvierte Hanfried Slawik, wie er bis 1982 gerufen wurde, eine Lehre als Maurer. Anschließend studierte er an der Ingenieurschule für Bauwesen Berlin und wurde 1966 zum Ingenieur graduiert. 1973 legte er an der Technischen Universität Braunschweig sein Architekturdiplom ab. Von 1972 bis 1977 war er für verschiedene Architekturbüros in Braunschweig tätig. Danach arbeitete er bis 1984 als wissenschaftlicher Assistent an der Universität Dortmund. 1982 gründete  Han Slawik das Architekturbüro „Studio voor architectuur en techniek – architech“ in Amsterdam, das er 1992 nach Almere, 2002 nach Hannover und 2015 nach Bad Bentheim mit Stützpunkt in Amsterdam verlegte. Von 1984 bis 1994 war Slawik Professor für Baukonstruktion und Entwerfen an der Hochschule Coburg. Darauf folgte eine Berufung als Professor für Entwerfen und Konstruieren an die Leibniz Universität Hannover. Dort gründete er 2003 das Lehr- und Forschungsgebiet „Experimentelles Entwerfen und Konstruieren“. Am 30. September 2009 wurde Han Slawik in Hannover emeritiert. Er ist weiterhin als Architekt und Berater in Deutschland sowie den Niederlanden tätig. Des Weiteren hält er Vorträge zur Container-Architektur und zum Modularen Bauen.

## Werk
Han Slawik befasst sich mit Container-Architektur, seit er 1986 ein Wohnhaus aus Seecontainern entwarf. Sein Entwurf unter der Bezeichnung Campus war ein 1988 bis 1992 in Almere in den Niederlanden realisierter Beitrag zum Architekturwettbewerb Temporäres Wohnen und europaweit das erste Stahlcontainer-Haus.
Zu seinem Schaffen sagt Han Slawik:
„Ich will zeigen, dass architektonisch anspruchsvolle Lösungen mit Containern möglich sind“.

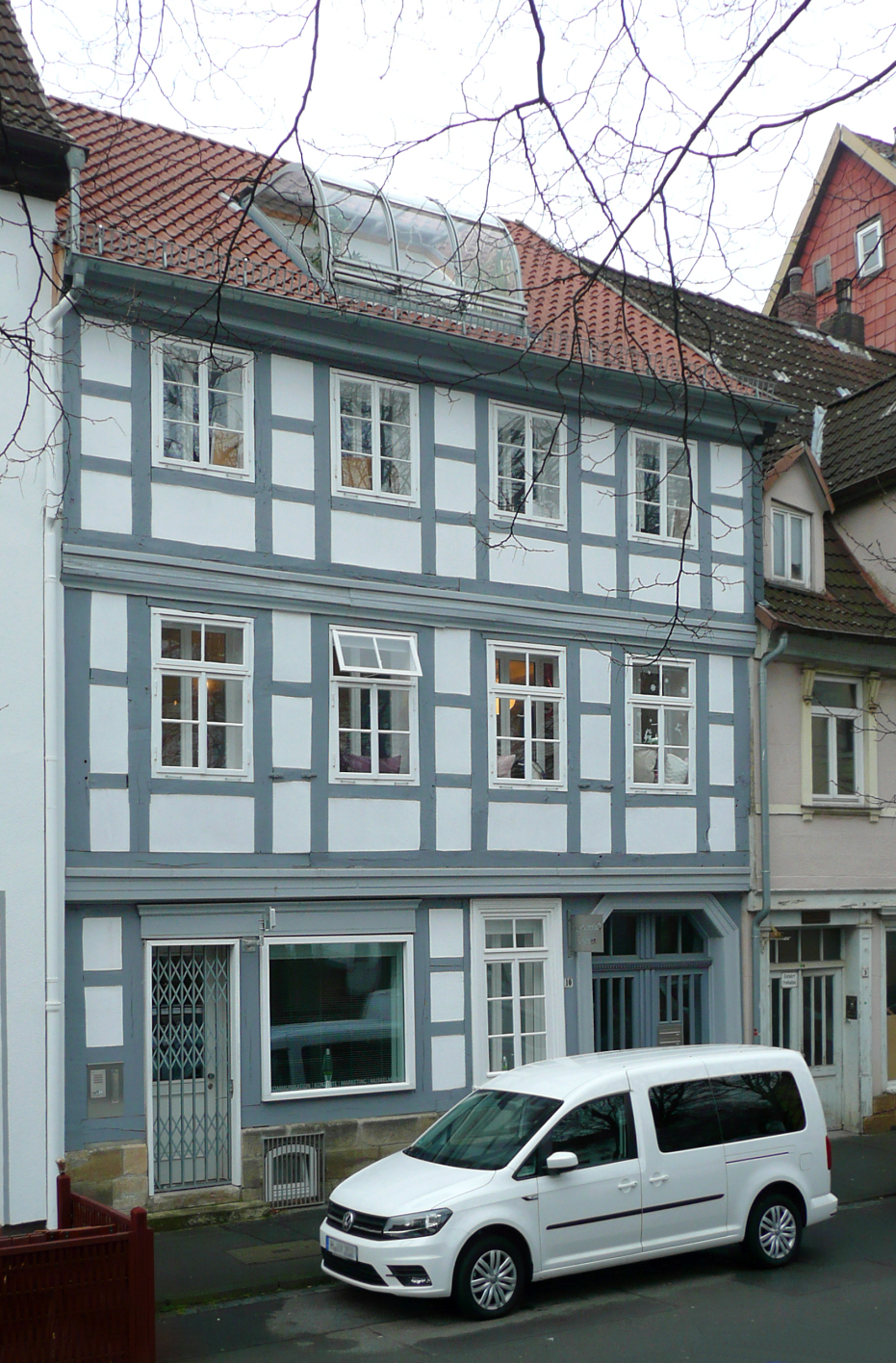
Das von Han Slawik sanierte Fachwerkensemble Calenberger Höfchen in Hannover

Mit seinen Mitarbeitern entwickelte Slawik 2007 ein urheberrechtlich geschütztes modulares Rahmenbausystem für Containerbauten, bei dem mittels Leerrahmen Container wie Bauklötze aneinandergereiht und gestapelt werden können. Durch die Rahmenbauweise lassen sich doppelte Wände vermeiden und außen kann eine Fassade angebracht werden, die bei der Wärmedämmung den Standard von konventionellen Gebäuden erreicht.
Han Slawik entwirft Bauten aus Containern, wie Studentenwohnheime, schwimmende Jugendherbergen, mobile gläserne Ausstellungsräume, Penthäuser und Mini-Einfamilienhäuser. Mit seinem vergleichsweise kleinen Architekturbüro „architech“ konzipierte er eine Vielzahl von Projekten. Nur wenige davon wurden realisiert; sie gelten aber als Initialzündungen, Prototypen und Schrittmacher für das Modulare Bauen sowie die Container-Architektur.
Für die Internationale Bauausstellung Fürst-Pückler-Land entwarf Han Slawik 2008 ein Schwimmhaus. Ein experimentelles Projekt war die zu Wohnzwecken entwickelte „HomeBox“ in Holzbauweise mit den Maßen eines international genormten Frachtcontainers, für die Slawik im Jahr 2009 den BDA-Preis Niedersachsen erhielt. Mit der „HomeBox“ beteiligte er sich in den Jahren 2016 und 2017 an einer Bauausstellung in den Niederlanden zu Tiny Housing.
Neben der Container-Architektur befasst sich Han Slawik mit Altbausanierung und -erhaltung, um Projektblindheit und Maßstabsverlust zu vermeiden. Er sanierte unter anderem Objekte in Amsterdam, Wolfenbüttel und Hannover. Dort hatte er in der Calenberger Neustadt im Jahr 2000 das Calenberger Höfchen, ein denkmalgeschütztes Fachwerkensemble, erworben. Das Gebäude entstand vor 1685 und gehört zu den vier ältesten Fachwerkbauten der Stadt. Slawik sanierte den aus Vorder-, Mittel- und Hinterhaus bestehenden Gebäudekomplex mit Genehmigung der örtlichen Denkmalschutzbehörde von 2008 bis 2014 für 1,4 Millionen Euro; nach seinen Angaben „ein ganz und gar unwirtschaftliches Projekt.“
Im Jahr 2004 nahm Slawik mit dem Containerprojekt „bed-by-night“ in Hannover an der 9. Internationalen Architektur-Biennale Venedig teil, 2011 mit dem schwimmenden Modulgebäude „IBA Dock“ an der Architekturbiennale der Biennale von São Paulo und 2016 mit der „HomeBox“ an der Architekturausstellung „Living Spaces today“ in Havanna.

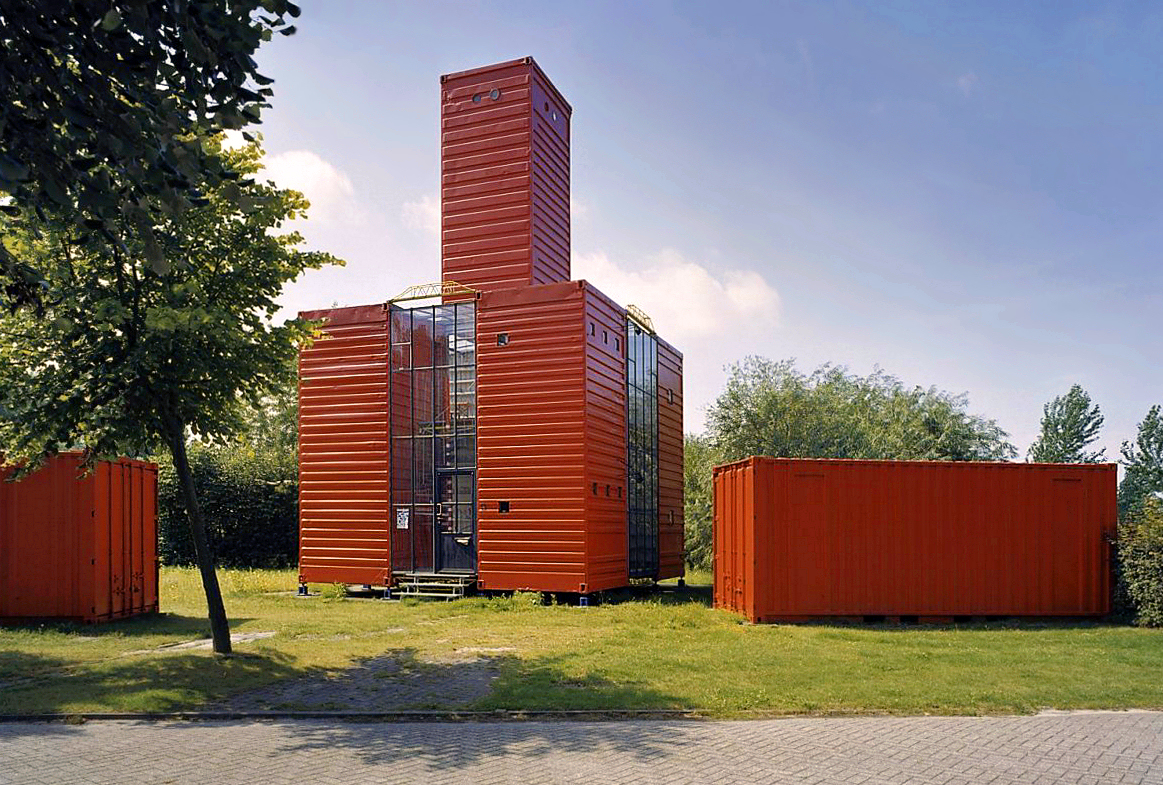
Stahlcontainer-Haus „Campus“ als Wettbewerbsbeitrag von 1986 in Almere
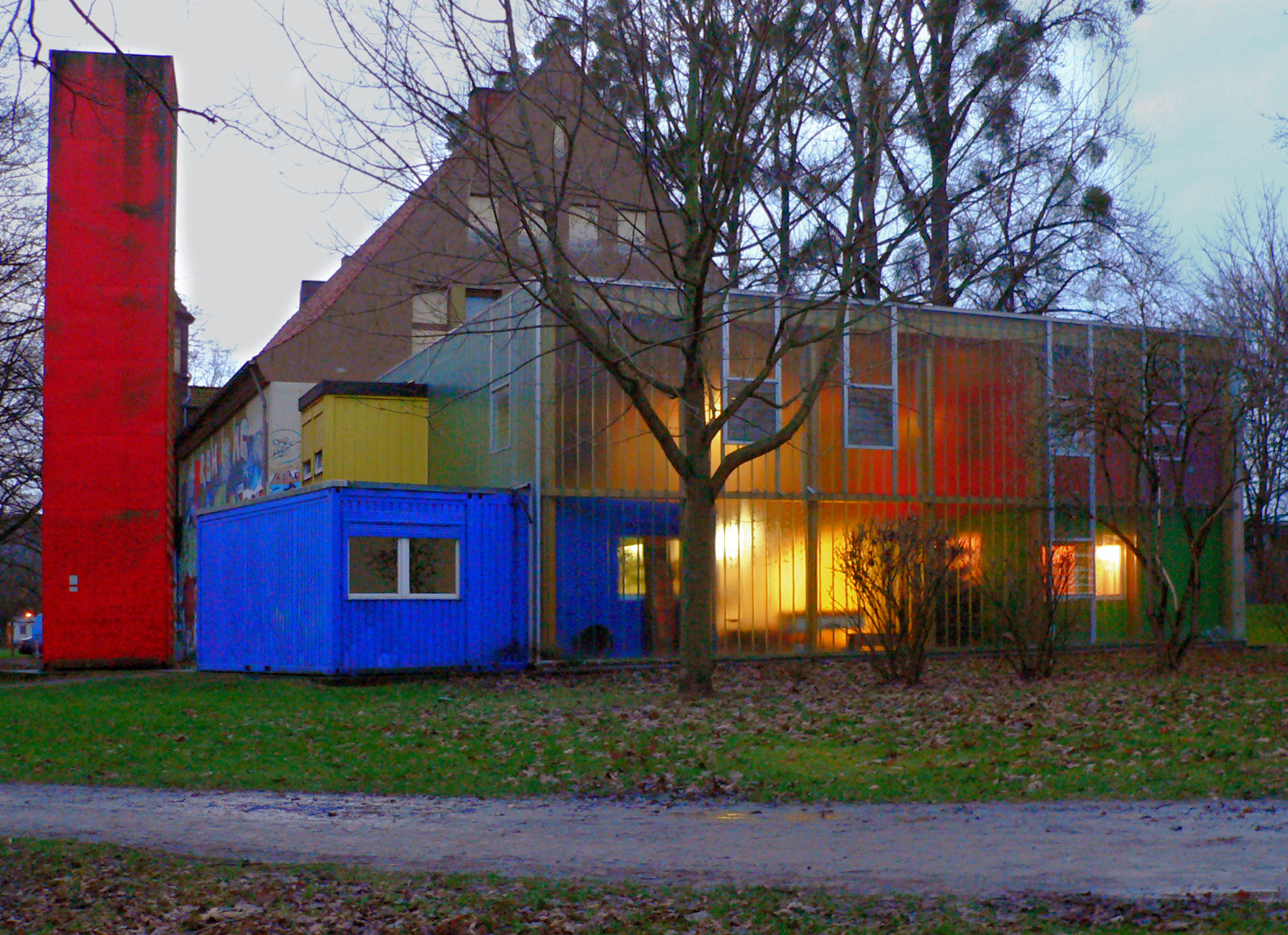
Containerprojekt „bed-by-night“ als Unterkunft für Straßenkinder in Hannover von 2002
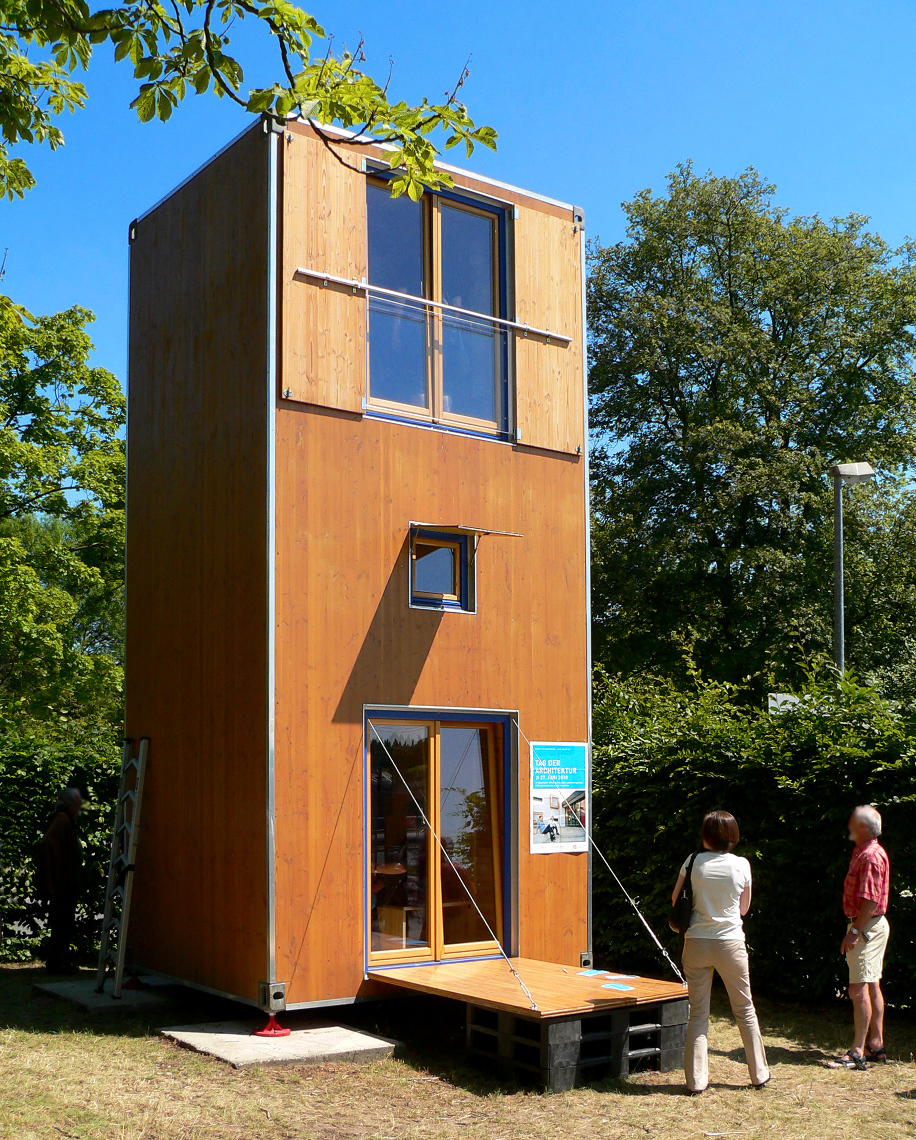
Dreigeschossiger Wohncontainer „HomeBox“ von 2009
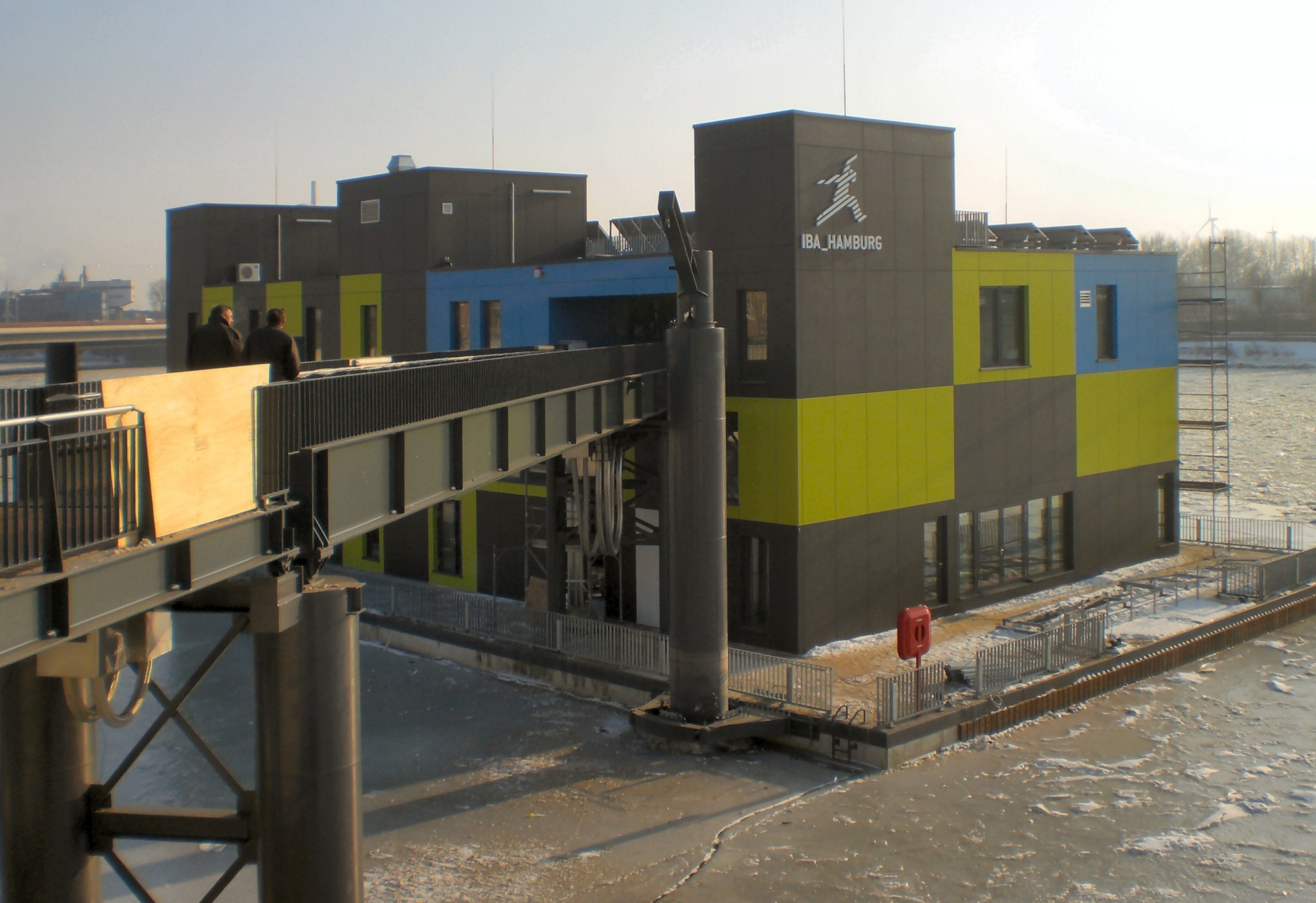
Schwimmendes Modulgebäude IBA Dock in Hamburg von 2010

## Projekte (Auswahl)
- IBA Dock, Müggendorfer Zollhafen[19]
- „bed-by-night“, Unterkunft für Straßenkinder, Hannover, Welfenplatz[20]
- „Homebox“, mobiles Minihaus im Holzcontainer[21][22]

## Auszeichnungen
- BDA-Preis Niedersachsen für „bed-by-night“ (Unterkunft für Straßenkinder), 2003[23]
- Deutscher Städtebaupreis, Sonderpreis „Temporäre Nutzung in urbanen Räumen“ für „bed-by-night“, 2004[24]
- BDA-Preis Niedersachsen für „HomeBox - Mobiles Minihaus im Holzcontainer“, 2009[25]

## Veröffentlichungen
- mit Julia Bergmann, Matthias Buchmeier, Sonja Tinney als Mitherausgeber: Container Atlas: Handbuch der Container Architektur, 2010[26]